# El Tanque Sisley
Az Centro Cultural y Deportivo El Tanque Sisley, röviden El Tanque Sisley, egy uruguayi labdarúgócsapat, melyet Montevideóban 1955-ben alapítottak.

## Játékoskeret
2014. május 15-től
| #  |         | Poszt | Név                                       |
| -- | ------- | ----- | ----------------------------------------- |
| 1  | Uruguay | K     | Nicola Pérez                              |
| 2  | Uruguay | V     | Esteban Maga                              |
| 3  | Uruguay | V     | Sergio Felipe                             |
| 4  | Uruguay | KP    | Gastón Martínez                           |
| 5  | Uruguay | KP    | Pablo Lima                                |
| 6  | Uruguay | KP    | Guillermo López                           |
| 7  | Uruguay | KP    | Matías Acuña                              |
| 8  | Uruguay | CS    | Juan José Blanco                          |
| 9  | Uruguay | CS    | Alvaro Mello                              |
| 10 | Uruguay | KP    | Facundo Guichón (kölcsönben a Peñaroltól) |
| 11 | Uruguay | CS    | Junior Arias (kölcsönben a Liverpooltól)  |
| 12 | Uruguay | K     | Darío Silva                               |

| #  |         | Poszt | Név                                        |
| -- | ------- | ----- | ------------------------------------------ |
| 13 | Uruguay | V     | Jonathan Iglesias                          |
| 14 | Uruguay | CS    | Luis Machado                               |
| 16 | Uruguay | V     | Pablo Fagúndez                             |
| 17 | Uruguay | V     | Yefferson Moreira                          |
| 18 | Uruguay | KP    | Andrés Aparicio                            |
| 19 | Uruguay | CS    | Federico Laens                             |
| 20 | Uruguay | KP    | Gastón Machado (kölcsönben a Liverpooltól) |
| 21 | Uruguay | KP    | Maximiliano Borges                         |
| 22 | Uruguay | CS    | Felipe Rodríguez                           |
| 22 | Uruguay | V     | Joaquín Aguirre (kölcsönben a Peñaroltól)  |
|    | Uruguay | V     | Danilo Asconeguy                           |
|    | Uruguay | V     | Bruno Piano                                |
|    | Uruguay | CS    | Gustavo Biscayzacú                         |

## Fordítás
- Ez a szócikk részben vagy egészben  az   El Tanque Sisley című angol Wikipédia-szócikk fordításán alapul.  Az eredeti cikk szerkesztőit annak laptörténete sorolja fel. Ez a jelzés csupán a megfogalmazás eredetét és a szerzői jogokat jelzi, nem szolgál a cikkben szereplő információk forrásmegjelöléseként.